# Frank Osorio
Frank Jair Osorio Carvajal (Carmen de Viboral, Antioquia, 28 de agosto de 1987) es una ciclista profesional colombiano de ruta. Desde 2024 corre para el equipo colombiano GW Erco Shimano de categoría Continental.
Frank es hermano del también ciclista Alejandro Osorio.

## Palmarés
2011
- 1 etapa de la Vuelta a Colombia

2014
- 2 etapas de la Clásica Nacional Marco Fidel Suárez

2018
- 1 etapa de la Vuelta a Colombia

## Equipos
- GW Shimano (2011)
- Colombia-Coldeportes (2012)
- GW Shimano (2013) 
  -  GW-Chaoyang-Kixx-Envia-Gatorade (2014-2015)
- GW Shimano (2016-2017)
- Envigado-El Carmen (2018)
- Coldeportes Bicicletas Strongman (2019)
- Orgullo Paisa (2020)
  -  Idea-Antioqueño-Lotería de Medellín (2021)
- GW Erco Shimano (2024)